# Bexaroten
Bexarotenul este un agent chimioterapic și un retinoid și este utilizat în tratamentul manifestărilor cutanate ale limfomului cu celule T. Căile de administrare disponibile sunt cea orală și topică.